# Musée des Beaux-Arts de Carcassonne
Le musée des Beaux-Arts de Carcassonne est un musée d'art situé dans la bastide Saint-Louis à Carcassonne (Aude), en France.

## Historique
Installé dans l'ancien présidial de la ville, le musée des Beaux-Arts de Carcassonne a été créé en 1836 à l'initiative de personnes passionnées d'art, d'histoire et d'archéologie. En 1876, des travaux d'agrandissement furent entrepris sous la direction de l’architecte Charles Émile Saulnier (1828-1900). La façade actuelle achevée en 1900 a été entièrement restaurée en 2015.
La collection s'est constituée avec cent deux peintures offertes par la « Société des arts et sciences de Carcassonne » en 1845, des dépôts de l'État, de quelques donateurs généreux tels que Casimir Courtejaire (1876, 1880 et 1884) qui avait acquis une partie de la collection du cardinal Joseph Fesch, Alphonse Coste-Reboulh (1892), Chénier et Raynaud (1893), Delteil (1984), Albert Pla (1990) et Cahuzac (1995). Elle provient également de dons de « l'Association des amis de la ville et de la cité » ainsi que de celle des « Amis du musée » ou d'achats par la ville soutenus par le « Fonds régional d'acquisition des musées ». Le musée possède aussi une importante collection archéologique dont certaines pièces sont en dépôt au Musée lapidaire du château comtal géré par le Centre des monuments nationaux,,.
Le musée qui fut fermé de 1942 à 1948, a abrité de 1951 à 1961, une partie de la collection d'œuvres d'art surréalistes du poète Joë Bousquet, dans une salle dédiée à son nom.
Il accueille plusieurs expositions temporaires chaque année, souvent coproduites avec d'autres musées et participe à la Nuit des musées ainsi qu'aux Journées européennes du patrimoine. Il propose une dizaine de conférences annuellement sur l'histoire de l'art et organise des ateliers pédagogiques pour les élèves de la maternelle à l'université. Il figurait à la 77e place sur 334 dans le classement annuel de fréquentation des musées français en 2008 du Journal des Arts.
Depuis le 1er septembre 2009, le musée de l'école de Carcassonne, situé dans la Cité médiévale est rattaché au musée des beaux-arts.
Les périodes de fermetures liées au confinement national de 2020 et 2021, ont permis la création d'un nouvel espace d'expositions temporaires intitulé « Le petit salon » et la rénovation des salles consacrées aux collections du XXe siècle et XXIe siècle,.

## Collections de tableaux
Le musée est composé de onze salles regroupant les œuvres par période :
- Salle 1 : XVIe au XVIIe siècle, les écoles française, italienne et espagnole ;
- Salle 2 : XVIIIe siècle, les écoles française, italienne et autrichienne ;
- Salle 3 : fin XVIIIe au début XIXe siècle, l'école française, avec notamment le fonds Gamelin et l'orfèvrerie ;
- Salle 4 : André Chenier, Fabre d'Églantine, et le fonds napoléonien ;
- Salle 5 : école française et anglaise du XIXe siècle ;
- Salle 6 : école française du XIXe siècle et faïences françaises ;
- Salle 7 : écoles hollandaise et flamande, faïences du XVIIIe siècle (Nevers, Marseille, Delph) ;
- Salle 8 : néo-impressionnisme ;
- Salle 9 : XXe siècle, l'entre-deux-guerres et l'école de Paris ;
- Salle 10 : le XXe siècle après 1945 et le XXIe siècle;
- Salle 11 (René Nelli) : expositions temporaires.

### Les œuvres
Les collections du musée sont principalement constituées de peintures datant du XVIe au XXe siècle, notamment peintes par José de Ribera, Salvator Rosa, Mattia Preti, Jan Brueghel l'Ancien, Paulus Moreelse, Jan van Goyen, Cornelis Norbertus Gysbrechts, David Teniers le Jeune, Pierre Mignard, Sébastien Bourdon, Pierre Subleyras, Hyacinthe Rigaud, Jean Siméon Chardin, Hubert Robert, Jean-Auguste-Dominique Ingres, Jean-Baptiste Camille Corot, Gustave Courbet, Léon Germain Pelouse, Albert Marquet…
Le musée conserve une importante collection d'œuvres de Jacques Gamelin, natif de Carcassonne.

#### Peinture

##### École française duXVIIesiècle
- Ambroise Frédeau (1589-1673), peintre et sculpteur, élève de Simon Vouet, il prit sa vêture en 1640 et fit sa profession en 1641 « en qualité de frère lai » au couvent des Augustins de Toulouse : La Vierge et l'enfant Jésus au Rosaire.
- Pierre Mignard (1612-1695), élève de Jean Boucher et de Simon Vouet : Portrait de Dame de la cour.
- Joseph Parrocel (1646-1704), peintre, dessinateur et graveur surnommé le Parrocel des Batailles, élève de Jacques Courtois : Combat de chrétiens et de turcs.
- François Perrier (1594-1649), peintre et graveur, cofondateur de l'Académie royale de peinture et de sculpture, élève d'Horace Le Blanc et de Giovanni Lanfranco : Acis et Galathée[10].
- Étienne Rendu (1600-1670), élève de Jacques Fouquières : Marais boisé[11].

- École française du XVIIe siècle
- Ambroise Frédeau, 
La Vierge et l'enfant Jésus au Rosaire.
- Pierre Mignard, 
Portrait de Dame de la cour.
- Joseph Parrocel, 
Combat de chrétiens et de Turcs.
- Joseph Parrocel, 
Combat de chrétiens et de Turcs.
- François Perrier, 
Acis et Galathée.
- Étienne Rendu, 
Marais boisé.

##### École française duXVIIIesiècle
- Anonyme premier quart du XVIIIe siècle : Portrait de Guillaume III Castanier[12].
- Anonyme fin du XVIIIe siècle : Portrait d'André Chénier[13].
- Henry d'Arles (1734-1784), peintre français connu pour ses marines et des scènes mythologiques, élève de Jean-Joseph Kapeller et de Claude Joseph Vernet : Magasin de blé au bord du Tibre[14] ; Intérieur d'une grande cave[15].
- Nicolas Bertin (1667-1736), élève de Jean-Baptiste Jouvenet et de Louis Boullogne. Nicolas Bertin reçut le prix de Rome en 1685. Cycle de peintures mythologiques : Acis et Galathée ; Jupiter et Danaë ; Jupiter et Léda ; Persée délivrant Andromède ; Psyché abandonnée par l'Amour.
- Cazes fils : Portrait de Mme Louis Chénier, née Élisabeth[16] ; Portrait de Mme Louis Chénier en costume grec[17] ; Portrait de Louis-Sauveur Chénier[18] ; La Famille Chénier[19] ; Portrait d'André Chénier[20].
- Jean Siméon Chardin (1699-1779), considéré comme l'un des plus grands peintres français et européens du XVIIIe siècle, élève de Pierre-Jacques Cazes, surtout reconnu pour ses natures mortes. La Table d'office ou les apprêts d'un déjeuner (1756), célèbre tableau du musée ; son pendant, La Table de cuisine, est conservé au musée des Beaux-Arts de Boston. Il provient de la collection du financier Ange Laurent Lalive de Jully (1725-1779).
- Pierre-Antoine Demachy (1723-1807), peintre français élève de Giovanni Niccolo Servandoni, spécialiste des peintures de ruines, des décors architecturaux en trompe-l’œil et surtout des vues de Paris : Ruines d'église. Intérieur de l'église des Saints Innocents[21].
- Jean-Germain Drouais (1763-1788) : Un Jeune guerrier accompagné de son père demande aux dieux le succès de ses armes[22].
- Pierre Ernou (1665-1735), peintre angevin, surtout connu pour ces portraits : Portrait d'homme[23].

- École française du XVIIIe siècle
- Anonyme, Guillaume III Castanier.
- Anonyme, Portrait d'André Chénier.
- Henry d'Arles,
Intérieur d'une grande cave (1771).
- Henry d'Arles,
Magasin de blé au bord du Tibre.
- Nicolas Bertin,
Acis et Galathée.
- Nicolas Bertin,
Jupiter et Danaë.
- Nicolas Bertin,
Jupiter et Léda.
- Nicolas Bertin,
Persée délivrant Andromède.
- Nicolas Bertin,
Psyché abandonnée par l'Amour.
- Cazes fils,
 Portrait de Madame Louis Chénier.
- Cazes fils,
 Portrait de Madame Louis Chénier en costume grec.
- Cazes fils,
 La Famille Chénier (vers 1773).
- Cazes fils,
 Portrait d'André Marie Chénier (1763).
- Cazes fils,
 Portrait de Louis Sauveur Chénier (1773).
- Jean Siméon Chardin,
 La Table d'office.
- Pierre-Antoine Demachy,
 Ruines de l'intérieur de l'église des saints Innocents.
- Jean-Germain Drouais,
Un Jeune guerrier accompagné de son père demande aux dieux le succès de ses armes.
- Pierre Ernou,
Portrait d'homme.

- Jacques Gamelin (1738-1803)[24], peintre français né à Carcassonne élève de Jean-Pierre Rivalz et Jean-Baptiste Deshays de Colleville : L'Évanouissement[25] ; La Piété filiale de Cléobis et Biton ; Portrait de la famille Guillard (1800); Abraham visité par trois anges[26] ; Bataille des roches rouges ou du pont Milvius[27] ; Choc de cavalerie (An VIII, 1799-1800)[28] ; Choc de cavalerie[29] ; Choc de cavalerie[30] ; Étude de tête de vieillard[31] ; L'Ensevelissement de saint Laurent[32] ; La Mort de Socrate[33] ; Le Golgotha[34] ; Le Mariage de Tobie et de Sara[35] ; Les Accordailles ; Scène de beuverie[36] ; Scène de corps de garde[37] ; Scène d'intérieur[38] ; Le Christ chassant les marchands du temple, modelo d’un tableau de grand format conservé dans la salle capitulaire de la cathédrale Saint-Michel de Carcassonne ; Les Vestales[39] ; Le Miracle de Bolsena, copie d'une esquisse de Francesco Trevisani, conservée à l'Académie de Saint-Luc à Rome[40] ; Alexandre et Diogène[41] ; Portrait de Mlle Julie de Puymaurin Marcassus (1775)[42].

- École française du XVIIIe siècle : œuvres de Jacques Gamelin
- Les accordailles.
- Scène de beuverie.
- Choc de cavalerie (1781).
- Choc de cavalerie (1791).
- Choc de cavalerie  (1791).
- Choc de cavalerie (Campagne du Roussillon) (1793).
- Choc de cavalerie (An VIII, 1799-1800).
- Scène de corps de garde.
- Piété filiale de Cléobis et Biton.
- Le Mariage de Tobie et de Sara.
- Le Christ chassant les marchands du temple.
- Abraham visité par trois anges.
- Les Vestales.
- Scène d'intérieur (1784).
- Le Miracle de Bolsena.
- Le Golgotha.
- L'Ensevelissement de saint Laurent.
- Alexandre et Diogène.
- Portrait de Mlle Julie de Puymaurin Marcassus.
- Portrait de la famille Guillard (1800)

- Adélaïde Labille-Guiard (1749-1803), artiste peintre, miniaturiste et pastelliste française. Élève de François-Elie Vincent — qu'elle épousera — et de Maurice Quentin de La Tour : Portrait de femme[43].
- Nicolas-Bernard Lépicié (1735-1784), peintre élève de Carle van Loo : Régulus sort de Rome pour se rendre à Carthage[44].
- Tadeusz Kuntze (1727-1793), peintre silésien de l'école française, il est représenté dans le musée par une toile initialement attribuée à Jacques Gamelin : L'Enfant malade[45].
- Jean-Baptiste Paulin Guérin, peintre français élève de Vincent Courdouan : Étude de tête d'homme[46].
- Antoine Pesne (1683-1757); peintre portraitiste actif à Venise puis pour la cour de Prusse, élève de Charles de La Fosse : Samson et Dalila[47].
- Jean Pillement (1728-1808) : Paysage[48].
- Jean Raoux (1677-1734), peintre français élève d'Antoine Ranc, surtout connu comme portraitiste et peintre de scènes de genre : Portrait de Mme Nicolas de Poulhariez[49].
- Hyacinthe Rigaud (1659-1743), peintre portraitiste français, prix de Rome en 1682, membre de l'Académie royale de peinture et de sculpture dès 1700 : François Ier Castanier[50] ; Guillaume IV Castanier[51].
- Antoine Rivalz (1667-1735), peintre officiel de Toulouse, élève de son père Jean-Pierre Rivalz, de Marc Arcis et de Raymond Lafage : Portrait de Pierre II de Poulhariez, capitoul de Toulouse en 1724.
- Hubert Robert (1733-1808), un des principaux artistes français du XVIIIe siècle qui s’illustra notamment comme dessinateur, peintre, graveur, professeur de dessin, créateur de jardins et conservateur au Muséum central des arts de la République, futur musée du Louvre : Paysage aux grands rochers[52].
- Pierre Subleyras (1699-1749), peintre de la « génération de 1700 », élève d'Antoine Rivalz, prix de Rome en 1727 : Portrait de Madame Pierre II Poulhariez et de sa fille[53].
- Pierre Augustin Thomire (1724-1808) : Portrait de Philippe Fabre d'Églantine[54].
- Jean-Baptiste Tierce (1737-1794), peintre et dessinateur français, élève de Jean-Baptiste Marie Pierre, il a acquis une réputation de paysagiste : La Pêche au flambeau[55].
- Anne Vallayer-Coster (1744-1818), artiste peintre française, élève de Madeleine Basseporte et de Claude Joseph Vernet. Elle est spécialisée dans le portrait et la nature morte, mais s’illustre aussi dans les tableaux de genre et la miniature.
- Claude Joseph Vernet (1714-1789), peintre, dessinateur et graveur français, élève de Louis René Vialy et de Philippe Sauvan, célèbre pour ses marines : Paysage à la cascade[56].
- Louis Étienne Watelet (1780-1866), peintre paysagiste français. Vue de Civita-Castellana.
- Théodore Caruelle d'Aligny (1798-1871), peintre paysagiste français. Hercule terrassant l'hydre de Lerne.

- École française du XVIIIe siècle
- Adélaïde Labille-Guiard,
Portrait de femme.
- Nicolas-Bernard Lépicié,
Régulus sort de Rome pour se rendre à Carthage.
- Tadeusz Kuntze,
L'Enfant malade.
- Paulin Guérin 
Étude de tête d'homme (1804).
- Antoine Pesne, 
Samson et Dalila.
- Jean Raoux
Portrait de Mme Nicolas de Poulhariez.
- Hyacinthe Rigaud
Guillaume IV Castanier.
- Hyacinthe Rigaud
François I Castanier.
- Antoine Rivalz,
Portrait de Pierre II de Poulhariez.
- Hubert Robert,
Paysage aux grands rochers.
- Pierre Subleyras,
Portrait de Madame Poulhariez et de sa fille Anne.
- Pierre Augustin Thomire,
Portrait de Philippe Fabre d'Églantine.
- Jean-Baptiste Tierce, 
La Pêche au flambeau (1776).
- Anne Vallayer-Coster,
Bouquet de fleurs dans un verre d'eau.
- Claude Joseph Vernet,
Paysage à la cascade.

##### École française duXIXesiècle
- Edmond Aman-Jean (1858-1936), élève d'Henri Lehmann à l'École des beaux-arts de Paris, ainsi que le condisciple de Georges Seurat, avec lequel il partage un atelier : Saint-Julien l'hospitalier[57],[58].
- Hippolyte Berteaux (1843-1926), peintre français élève d'Hippolyte Flandrin, Léon Cogniet et Paul Baudry. Très actif à Nantes : La Jeune pastoure.
- Édouard Bertin (1797-1871), peintre et journaliste français élève de Jean-Auguste-Dominique Ingres : Vue des carrières de la Cervara[59].
- Pierre Bouillon : Leonidas à la considération de sa fille Cleonide, se contente de bannir son gendre Cleombiote.
- Paul-Émile Boutigny (1853-1929), peintre, illustrateur et directeur de publication français, élève d'Alexandre Cabanel : Boule de suif.
- Jean-Eugène Buland (1852-1926), peintre français, élève d'Alexandre Cabanel à l'École des beaux-arts de Paris. Il s'inscrit dans le mouvement des peintres naturalistes : Mariage innocent[60]
- Léopold Burthe (1823-1860), peintre franco-américain, élevé d’Amaury-Duval, membre du mouvement nazaréen : Sapho jouant de la lyre[61]
- Alexandre Cabanel (1823-1889), peintre français, considéré comme l'un des grands peintres académiques du Second Empire, dont il est l'un des artistes les plus admirés puis décriés, élève de François-Édouard Picot : Martyr chrétien descendu dans une barque.
- Joseph Caraud (1821-1905), peintre français, élève d'Abel de Pujol et de Charles-Louis Muller: La Déclaration.
- Théodore Caruelle d'Aligny (1798-1871), peintre français, précurseur de l'école de Barbizon : Hercule combattant l'hydre de Lerne.
- Victor Charreton (1864-1936), peintre totalement consacré au paysage à la suite des impressionnistes, cofondateur avec Léon Boudal de l'École de Murol : Effet de neige.
- Louis Émile Dardoize (1826-1901), peintre et lithographe français. La nuit verte.
- Laure de Châtillon (1826 -1908), artiste peintre française de style post-romantique : L'Option.
- Camille Chazal (1825-1875), peintre français, fils du peintre Antoine Chazal et un proche parent du peintre Paul Gauguin : Jeunes filles au bord de la mer (1870).
- Fernand Cormon (1845-1924) : L'Âge de pierre, retour d'une chasse à l'ours[62] ; Portrait de Madame Cormon[63].
- Jean-Baptiste Camille Corot (1796-1875), peintre et graveur français, élève de Charles Le Roux et de Stanislas-Henri Rouart. Un des fondateurs de l'école de Barbizon : Paysage.
- Gustave Courbet (1819-1877), peintre et sculpteur français, chef de file du courant réaliste, élève de Charles-Antoine Flajoulot, Charles de Steuben et Nicolas-Auguste Hesse : Les Rochers d'Ornans ou les rochers de Mouthiers[64].
- Louis Joseph Courtat (1847-1909), peintre français : Le Printemps (1878).

- École française du XIXe siècle
- Edmond Aman-Jean,
Saint-Julien l'hospitalier (1882).
- Hippolyte Berteaux,
La Jeune pastoure.
- Édouard Bertin,
Vue des carrières de la Cervara.
- Pierre Bouillon,
Leonidas à la considération de sa fille Cleonide, se contente de bannir son gendre Cleombiote.
- Paul-Émile Boutigny,
Boule de suif  (1884).
- Jean-Eugène Buland,
Mariage innocent (1884).
- Léopold Burthe,
Sapho jouant de la Lyre (1849).
- Alexandre Cabanel,
Martyr chrétien descendu dans une barque (1855).
- Joseph Caraud,
La Déclaration (1877).
- Victor Charreton,
Effet de neige.
- Camille Chazal,
Jeunes filles au bord de la mer (1870).
- Laure de Châtillon,
L'Option.
- Fernand Cormon,
Jeunes filles au bord de la mer (1870).
- Camille Corot,
Paysage.
- Gustave Courbet,
Les Rochers d'Ornans (1869).
- Louis Joseph Courtat,
Le Printemps (1878).

- Édouard Debat-Ponsan (1847-1913), peintre français, élève d'Alexandre Cabanel : La Fille de Jephté (1876) ; Les Vaches[65].
- François-Alfred Delobbe (1835-1920), peintre naturaliste français, élève de William Bouguereau et de Thomas Couture. Il reçoit de nombreuses distinctions et prix, dont une médaille en 1874 pour son tableau Joueur de flûte Champêtre.
- Jean Diffre (1864-1921), peintre toulousain : Le Triomphe de l'Espada (1898).
- Julien Dupré (1851-1910), peintre naturaliste français élève d'Isidore Pils, d'Henri Lehmann et de son beau-père, Désiré François Laugée : Dans la prairie.
- Henry d'Estienne (1872-1949), membre de l'Académie des beaux-arts, il est formé à l'École nationale supérieure des beaux-arts de Paris, élève de Jean-Léon Gérôme, il est portraitiste et rattaché au mouvement orientaliste : Portrait de grand-mère (Salon de 1899).
- Alexandre Falguière (1831-1900), sculpteur et peintre élève d'Albert-Ernest Carrier-Belleuse et de François Jouffroy. Dans les années 1870, il réalise des toiles de grands formats comme étude préparatoire tel : Caïn portant le corps d'Abel[66].
- Jules Grün (1868-1938) : La Cuisine.
- Jacques Guiaud (1810-1876) : Vue de Villefranche.
- Paul Guigou (1834-1871), peintre, illustrateur et poète français spécialisé dans les vues de Haute-Provence : Les Collines de Saint Loup.
- Armand Guillaumin (1841-1927), peintre et graveur, un des premiers et des plus fidèles participants du groupe impressionniste de l'école de Crozant : Les Lavandières.
- Paul Huet, peintre et graveur français, élève de Pierre-Narcisse Guérin et d'Antoine-Jean Gros, un précurseur de l'impressionnisme : Vue prise aux environs du col de Tende[67] (Salon de 1849).
- Victor Huguet (1835-1902), peintre orientaliste français, élève d’Émile Loubon à l’École des beaux-arts de Marseille, puis du peintre orientaliste Eugène Fromentin à Paris : Lisière d'oasis (1866).
- Jean-Auguste-Dominique Ingres (1780-1867) peintre français, élève de Joseph Roques, Jean Suau et de Jacques-Louis David, champion de la doctrine du beau et de la primauté du dessin sur la couleur, en opposition successive aux courants romantiques et réalistes : Étude de tête et de torse d'homme.

- École française du XIXe siècle
- Édouard Debat-Ponsan,
La fille de Jephté (1876).
- Édouard Debat-Ponsan,
Les Vaches.
- François-Alfred Delobbe,
Le Joueur de flûte champêtre (1894).
- Jean Diffre,
Le Triomphe de l'Espada (1898).
- Julien Dupré,
 Dans la prairie.
- Henry d'Estienne,
 Portrait de grand-mère (1899).
- Alexandre Falguière,
 Caïn portant le corps d'Abel (1876).
- Paul Guigou,
 Les Collines de Saint-Loup (1856).
- Armand Guillaumin,
 Les Lavandières.
- Paul Huet,
 Vue prise aux environs du col de Tende (1849).
- Victor Huguet,
 Lisière d'oasis (1866).
- Jean-Auguste-Dominique Ingres,
Étude de tête et torse d'homme (1797).
- Paul Huet, 1848
Vue prise aux environs du col de Tende

- Jean Jalabert (1815-1900), conservateur du musée des Beaux-Arts de Carcassonne de 1862 à 1888 : La Villetade près de Sallèle Cabardès ; Portrait de Madame Alphonse Coste-Reboulh, née Dussau ; Portrait de Van Dyck ; Portrait de Françoise Bosquet ; Portrait de Jacques Gamelin ; Portrait de Marie-Claire Priscille Marguerite de Catellan ; Portrait de Raymond de Rolland ; Portrait d'Alphonse Coste Reboulh en Sorézien ; Portrait de Monseigneur de Bezons ; Portrait de M. Borel, avocat ; Autoportrait en miniature ; Portrait de Madame Coste, née Reboulh et de son fils Alphonse[68] ; Autoportrait de l'artiste en famille (1858).
- Louis-Auguste Lapito (1803-1874), peintre paysagiste français élève de Louis Étienne Watelet en 1818, puis de François-Joseph Heim. Il débute au Salon de Paris en 1827 et y expose jusqu'en 1870 : Paysage (1855).
- Achille Laugé (1861-1944), peintre et lithographe post-impressionniste élève d'Alexandre Cabanel et de Jean-Paul Laurens : Portrait de Guillaume Peyronnet (1882) ; Portrait de Madame Astre (1892), exposé au Salon des artistes français en 1894 et au Salon de la Société nationale des beaux-arts[69] ; L'Allée de Saules (1896) ; Portrait de femme (1896) ; Cailhau (1909) ; Fleurs et poires (1909) ; La Route de Cailhau (1910) ; Fleurs et fruits (1910) ; Le Relais (1909) ; Portait de d'Albert Sarraut ; L'évéché d'Aleth (1922) ; Une rue à Collioure (1926) ; Paysage-allée de peupliers (1928).
- Georges Laugée (1853-1937), peintre français élève de son père Désiré François Laugée, il était ami de Jean-François Millet. Il est connu pour sa peinture naturaliste de la vie paysanne aux champs : Les Premiers pas.
- Jean-Paul Laurens (1838-1921), peintre sculpteur français élève de l'École supérieure des beaux-arts de Toulouse, puis de l’École des beaux-arts de Paris où il est l’élève de Léon Cogniet et d’Alexandre Bida. Réputé pour ses scènes historiques : La Délivrance des emmurés de Carcassonne, huile sur toile, 431 × 351 cm, dépôt de l'État au musée d'Albi en 1879, puis au musée de Carcassonne en 1961[70].
- Henri Lehmann (1814-1882), peintre français d'origine allemande, élève de son père Leo Lehmann (de) et de Jean Auguste Dominique Ingres. Portraitiste réputé, il reçoit de nombreuses récompenses.
- Léon Lhermitte (1844-1925), peintre et graveur naturaliste français, élève d'Horace Lecoq de Boisbaudran : La Moisson[71].
- Maximilien Luce (1858-1941) : Lavandière.
- Évariste-Vital Luminais (1821-1896) : Combat de Romains et de Gaulois ; Le Dernier des mérovingiens[72].
- Henri Marre (1858-1927), peintre impressionniste et pointilliste français élève de l'École supérieure des beaux-arts de Toulouse : Maisons et rochers à Larroque (vers 1906).

- École française du XIXe siècle
- Jean Jalabert,
Autoportrait en miniature.
- Jean Jalabert,
 Alphonse Coste-Reboulh en Sorezien.
- Jean Jalabert,
 Portrait de Madame Coste, née Reboulh et de son fils Alphonse.
- Jean Jalabert,
 Autoportrait de l'artiste en famille (1858).
- Louis-Auguste Lapito,
 Paysage (1855).
- Achille Laugé,
 Portrait de Madame Astre (1892).
- Achille Laugé,
 L'Allée de saules (1896).
- Achille Laugé,
 Le Relais (1909).
- Achille Laugé,
Fleurs et poires (1909).
- Achille Laugé,
La Route de Cailhau (1910).
- Achille Laugé,
 Fleurs et fruits (1910).
- Achille Laugé,
 Portrait d'Albert Sarraut.
- Georges Laugée,
 Les Premiers pas.
- Jean-Paul Laurens,
La Délivrance des emmurés de Carcassonne (Salon de 1879).
- Henri Lehmann,
Le pêcheur et la nymphe (Salon de 1837).
- Léon Augustin Lhermitte,
La Moisson (Salon de 1874).
- Évariste-Vital Luminais,
Combat de Romains et de Gaulois.
- Évariste-Vital Luminais,
Le Dernier des Mérovingiens.
- Henri Marre,
 Maisons et rochers à Larroque (vers 1906).

- Henri Martin (1860-1943), peintre post-impressionniste élève de l’École supérieure des beaux-arts de Toulouse de 1877 à 1879 dans l'atelier de Jules Garipuy, puis à Paris où il devient l’élève de Jean-Paul Laurens : Paolo alatesta et Francesca da Rimini aux enfers[73] ; Autoportrait en saint Jean-Baptiste ; Paysage du Lauragais ; La Douleur ; Portrait d'Albert Sarraut (1897-1898)[74].
- Eugène Médard (1847-1887) : En éclaireurs.
- Charles-Louis Müller (1815-1892), peintre d'histoire, de genre et portraitiste français, élève d'Antoine-Jean Gros et Léon Cogniet : L'Appel des dernières victimes de la Terreur à la prison Saint-Lazare le 7 thermidor an II, dépôt du musée de Tarbes en 1959.
- Léon Germain Pelouse (1838-1891), peintre paysagiste français de l'École de Barbizon. Élève d'Albert Rigolot et d'Eugène Galien-Laloue, chef de file de l'École de Cernay : Une ferme dans les bois ; Grandcamp à marée basse[75].
- Marie Petiet (1854-1893) : Liseuse endormie (1882).
- Raphaël Ponson (1835-1904), peintre français, réputé pour ses paysages de la côte provençale, élève d’Émile Loubon : Bord de mer à Bandol.
- Henri Rachou (1855-1948), peintre et conservateur de musée français.
- Édouard Rosset-Granger (1853-1934), peintre de genre, portraitiste, paysagiste, pastelliste et illustrateur pour la presse et l'édition. Élevé d'Alexandre Cabanel, d'Édouard Louis Dubufe et d'Alexis-Joseph Mazerolle à l'École nationale supérieure des beaux-arts de Paris : Orphée (1884).
- Philippe Émile Roumens (1825-1901) : La Cité de Carcassonne ; Portrait de Paul Lacombe et de sa sœur Mme Serre[76] ; Portrait de femme ; Portrait d'Alphonse Mahul ; Portrait de Jean-Pierre Cros Mayrevieille ; Portrait de Monseigneur de La Bouillerie ; Portrait de Jean-Paul Raynaud ; Portrait du chanoine Léopold Verguet ; Portrait d'Alphonse Coste Reboulh ; Portrait de Marie-Thérèse Danés.
- Narcisse Salières (1818-1908), peintre et illustrateur élève de Paul Delaroche et de Jean-Auguste-Dominique Ingres, essentiellement portraitiste : Portrait de Charles Portal de Moux ; Portrait d'Achille Mir Félibre Majoral ; Portrait de Prosper Lacombe ; Cimabue rencontrant Giotto (1876).
- Jules Salles (1818-1900), peintre français élève de Numa Boucoiran à Nîmes, et de Paul Delaroche à Paris. Il est réputé pour ses portraits d'abord, puis pour ses scènes de genre : Il Fratelino.
- Léonard Saurfelt, peintre français né en 1823 à Paris, actif de 1864 à 1877, notamment aux Pays-Bas : Le Marché (1877).
- Jean-Baptiste Jules Trayer (1824-1909), peintre français, fils du peintre Joseph Jean Trayer. Élève de son père et de Justin Lequien à l'Académie Suisse à Paris. Peintre de genre, il expose au Salon à partir de 1847 : Le Travail (avant 1876).
- Paul Vayson (1841-1911), peintre et graveur français élève de Charles Gleyre et de Jules Laurens, il s'est illustré principalement pour ces vues de la Provence rurale : Le Printemps (avant 1888).
- Achille Zo (1826-1901), peintre français, élève de Thomas Couture. Spécialisé dans les peintures à thèmes, le Pays basque (corridas, scènes d'Espagne), puis orientaliste.

- École française du XIXe siècle
- Henri Martin,
 Autoportrait en saint Jean-Baptiste (1883).
- Henri Martin,
 La Douleur (avant 1894).
- Henri Martin,
 Paysage du Lauragais (1891).
- Henri Martin,
 Portrait d'Albert Sarraut (1897-1898).
- Eugène Médard, 
En éclaireurs.
- Charles-Louis Müller,
 Appel des dernières victimes de la terreur dans la prison de saint Lazare.7, 9 thermidor 1794.
- Léon Germain Pelouse,
Une ferme dans les bois.
- Léon Germain Pelouse,
Grandcamp à marée basse (1884).
- Marie Petiet,
 Liseuse endormie (1882).
- Raphaël Ponson,
 Bord de la mer à Bandol.
- Henri Rachou, 
 Le Cloître des Augustins (1899).
- Édouard Rosset-Granger,
 Orphée (1884).
- Émile Roumens,
 La Cité de Carcassonne.
- Émile Roumens,
 Portrait de femme.
- Narcisse Salières,
 Portrait de Charles Portal de Moux  (avant 1870).
- Narcisse Salières,
 Cimabue rencontrant Giotto (1876).
- Jules Salles,
 Il Fratellino (avant 1876).
- Léonard Saurfelt,
Le Marché (1877).
- Jean-Baptiste Jules Trayer, 
Le Travail.
- Paul Vayson, 
Le Printemps.
- Achille Zo, 
La Porte de Tolède (1869).

##### École française duXXesiècle
- Servais Detilleux (1874-1940), peintre, graveur et sculpteur belge. La femme en rouge.
- Albert Marquet (1875-1947), peintre post-impressionniste, élève de Gustave Moreau aux Beaux-Arts de Paris : Quai de Conti, l'automne.
- Henri Vergé-Sarrat (1880-1966) : Monastère de Pino, Cap Corse.
- Roger Grillon (1881-1938): Lagrasse, route de Ribaute.
- René Magritte (1898-1967) : onze dessins pour le manuscrit Les roses de janvier écrit en 1939 par Joë Bousquet (1897-1950).
- Serge Poliakoff (1900-1969) : Composition abstraite (1969).
- César Baldaccini, dit César (1921-1992) : Doigt, bronze.
- François Morellet (1926-2016) : Geometree 86016F (1986).
- Peter Klasen (1935) : Très fragile DB219 rouge (1988).
- Pierre Sulmon (1932-2008). À la suite d'une donation en 2023, le musée possède 156 de ses œuvres dans ses collections[77].

- École française du XXe siècle
- Albert Marquet, 
Quai de Conti, l'Automne.
- Roger Grillon: Lagrasse, route de Ribaute

##### École allemande
- Otto Brandt (de) (1828-1892), peintre allemand. De 1850 à 1852, il travailla comme illustrateur à Berlin. De 1850 à 1856, il participa aux expositions de l'Académie de Berlin. Vers 1853, il se rendit à Paris où il étudia dans l'atelier de Léon Cogniet. Basé à Rome en 1854, Brandt travailla principalement en tant que peintre de paysages et de paysages : Paysanne avec enfant.
- Christian Seybold (1695-1768), peintre baroque allemand, célèbre pour ses portraits : Autoportrait.

- École allemande
- Otto Brandt (de), 
Paysanne avec enfant.
- Christian Seybold, 
Autoportrait.

##### École italienne
- Marco Benefial (1684-1764), peintre italien néoclassique, élève de Carlo Cignani, il a participé à la décoration de la chapelle du Sacrement de la basilique Saint-Pierre à Rome : Repos de la Sainte Famille pendant la fuite en Égypte[78].
- Carlo Labruzzi (1748-1817), peintre néoclassique romain, directeur de l'Accademia di Belle Arti de Pérouse : La Cascade de Terni[79].
- Giovanni Lanfranco (1582-1647), peintre italien baroque de l'école de Parme, élève d'Agostino Carracci : La Séparation de saint Pierre et de saint Paul, dépôt du musée de l'Histoire de France.
- Andrea Locatelli (1695-1741), peintre paysagiste italien, élève de son père Giovanni Francesco Locatelli : Voyageurs attaqués par des voleurs à l'entrée d'un bois[80] ; Paysage[81], tableau apparié avec le précédent.
- Francesco Noletti (1611-1654), surnommé il Maltese en raison de son origine maltaise, longtemps connu sous le nom de Francesco Fieravino jusqu'à la découverte de son identité véritable au début des années 2000. Spécialiste des natures mortes avec tapis et tentures : Nature morte au tapis[82].
- Giuseppe Palizzi (1812-1888), peintre italien, élève d'Anton Sminck Pitloo et de Gabriele Smargiassi. Paysagiste romantique et animalier, proche de l'école du Pausilippe.
- Mattia Preti (1613-1699) : Le Reniement de saint Pierre[83].
- Giovanni Richa (1600-1650), peintre napolitain : Saint Antoine le Grand.
- Salvator Rosa (1615-1673) : Tête de soldat.
- Giuseppe Sacchi (en), peintre italien baroque actif dans la deuxième partie du XVIIe siècle à Rome : David en prière.
- Pietro della Vecchia (1602-1678) : Le Muletier[84] ; La Femme du muletier[85].
- José de Ribera (1591-1652) : Les larmes de Saint-Pierre.

- École italienne
- Marco Benefial,
Repos de la Sainte Famille pendant la fuite en Égypte.
- Carlo Labruzzi,
 La Cascade de Terni.
- Giovanni Lanfranco, 
La Séparation de saint Pierre et de saint Paul.
- Andrea Locatelli, 
Paysage.
- Andrea Locatelli, 
Voyageurs attaqués par des voleurs à l'entrée d'un bois.
- Francesco Noletti, 
Nature morte au tapis.
- Giuseppe Palizzi, 
Intérieur de bergerie.
- Giovanni Richa,
 Saint Antoine le Grand.
- Giuseppe Sacchi (en),
 David en prière obtient la cessation de la peste.
- Pietro della Vecchia,
 Le Muletier.
- Pietro della Vecchia,
 La Femme du muletier.

##### École hollandaise
- Quirijn van Brekelenkam (1622-1669) : L'Oraison.
- Anthonie Jansz. van der Croos (1606-1662), peintre néerlandais du siècle d'or connu pour ses paysages de rivières, de forêts, avec en arrière-plan des villages, des châteaux, des palais ou des tours. Son œuvre est influencée par Jan van Goyen : Vue de la ville de Leyde.
- Henry Ferguson (1665 - 1730) est un peintre du Siècle d'or néerlandais ; fils et élève de William Gouw Ferguson. Il est mort à Toulouse :Paysage avec bergère et troupeau dans des ruines antiques
- Barend Graat (en), peintre néerlandais d'histoire et de retables, de paysages et de portraits à l'âge d'or. Il est également connu comme graveur et dessinateur : Portrait de famille dans un paysage.
- Dirck Hals (1591-1656), peintre néerlandais des Provinces-unies du siècle d’or. Frère cadet de Frans Hals, il a surtout réalisé des scènes de genre : Scène galante.
- Joris van der Haagen (1615-1679), peintre néerlandais du siècle d'or. Il est connu pour ses peintures de paysages : Environs d'Arnhem.
- Abraham Hondius (1631-1691) : Chasse à l'ours.
- Jan van Huijsum (1682-1749) peintre néerlandais réputé d’histoire, de portraits, de batailles, de marines ou de fleurs : Fleurs et fruits (dépôt du Musée des beaux-arts de Pau)
- Jan Lagoor (en) (1620-1660), né à Gorinchem mais installé à Haarlem en 1645, où il est devenu membre de la guilde de Saint Luc de Haarlem. En 1649, il était membre de la guilde et, au cours des années 1645-1651, membre du Haarlem schutterij. En 1653, il s'installe à Amsterdam. Il est déclaré en faillite en 1659 et quitte la ville : Paysage boisé.
- Nicolas Maes (1634-1693), peintre hollandais connu pour ses scènes de genre intimes et ses portraits, élève de Rembrandt: Enfant et triton. Œuvre récupérée à la fin de la seconde guerre mondiale, déposée par l'État 1954 ; en attente de sa restitution.
- Paulus Moreelse (1571-1638) peintre et architecte néerlandais du siècle d'or ; élève du portraitiste de Delft Michiel Jansz. van Mierevelt: Madame Van Schurman[86].
- Aernout van der Neer (1603-1677) : Village hollandais au bord d'un canal.
- Jan van Goyen (1596-1656) Marchand d’art, peintre et dessinateur de paysages néerlandais du siècle d’or; Élève d’Esaias Van de Velde l'Ancien : Ferme au bord de la mer.
- Martinus Schouman (en) (1770–1848), peintre du nord des Pays-Bas, élève et petit-neveu d'Aert Schouman, il est connu pour ses marines et ses paysages et a été membre de la Société royale des beaux-arts de Bruxelles : Marine.
- Cornelis van Spaendonck (1756-1839), peintre néerlandais originaire de Tilbourg, élève de Guillaume-Jacques Herreyns. Il a dirigé un temps la manufacture de porcelaine de Sèvres. Il est surtout connu pour ses natures mortes de fleurs.
- David Teniers l'Ancien (1582-1649), peintre flamand et marchand de tableaux. Il est le frère de Juliaen Teniers, père de David Teniers le Jeune et le grand-père de David Teniers III. Il doit sa renommée à ses représentations du terroir et des paysages anversois : Intérieur hollandais; Le Cabinet d'un alchimiste.
- David Teniers le Jeune (1610-1690), peintre, graveur, dessinateur, miniaturiste et copiste flamand, particulièrement connu pour avoir développé le genre paysan et pour ses scènes de genre : Les Bûcherons.
- Willem van de Velde le Jeune (1633-1707), peintre flamand de marines, il est le fils de Willem van de Velde l'Ancien, autre peintre de marines, et l'élève de Simon de Vlieger : Marine[87].
- Nicolaas Verkolje (1673-1746), graveur en manière noire et peintre néerlandais : L'Amour endormi auprès de Vénus.
- Jacob de Wet (1610-1672), peintre néerlandais du siècle d'or. Il est connu pour ses portraits de personnages bibliques et ses peintures de paysages : Nativité.
- Domenicus van Wijnen (1661-1695), peintre de l'âge d'or néerlandais, élève de Willem Doudijns (en) à La Haye. Il a vécu à Rome de 1680 à 1690. Il était spécialisé dans les allégories historiques : Le Rajeunissement des nourrices de Bacchus.

- École hollandaise
- Anthonie Jansz. van der Croos, 
Vue de la ville de Leyde.
- Henry Ferguson, 
Paysage avec bergère et troupeau dans des ruines antiques
- Barend Graat (en), 
Portrait de famille dans un paysage
- Dirck Hals, 
Scène galante.
- Joris van der Haagen, 
Environs d'Arnhem.
- Abraham Hondius, 
Chasse à l'ours.
- Jan van Huijsum, 
Fleurs et fruits.
- Jan Lagoor (en), 
Paysage boisé.
- Nicolas Maes, 
Enfant et triton.
- Paulus Moreelse, 
Madame Van Schurman.
- Aernout van der Neer, 
Village hollandais au bord d'un canal.
- Jan van Goyen, 
 Ferme au bord de la mer
- Martinus Schouman (en), 
Marine.
- Cornelis van Spaendonck, 
Vase de fleurs avec nid.
- David Teniers l'Ancien, 
Intérieur hollandais.
- David Teniers le Jeune, 
Les Bûcherons.
- Willem van de Velde le Jeune, 
Marine.
- Nicolaas Verkolje, 
L'Amour endormi auprès de Vénus.
- Jacob de Wet, 
 La Nativité.
- Domenicus van Wijnen, 
Le Rajeunissement des nourrices de Bacchus.

##### École des Flandres
- Nicasius Bernaerts (1620-1678), peintre flamand animalier et de nature morte. Élève de Frans Snyders, il fut le maître d'Alexandre-François Desportes : Gibier de plumes sur un rebord de pierre[88] ; Bataille de chiens et de chats.
- Jan Brueghel l'Ancien (1568-1625), peintre baroque flamand. Maître de la Guilde des peintres de Saint-Luc à Anvers, il collabore à de nombreuses peintures avec Pierre-Paul Rubens : Paysage avec personnages[89].
- Frans Francken II (1581-1642), peintre flamand des Pays-Bas. Connu essentiellement par ses tableaux de petites dimensions traitant souvent de sujets mythologiques, allégoriques et de scènes historiques et religieuses : Les 7 Œuvres de miséricorde[90].
- Cornelis Norbertus Gysbrechts (vers 1630-après 1675), peintre flamand actif dans la deuxième moitié du XVIIe siècle et spécialisé dans les natures mortes et les trompe-l'œil : Nature morte, trompe-l'œil[91].
- Philipp Ferdinand de Hamilton (1664-1750), peintre flamand actif à la cour de Vienne jusqu'à sa mort : Attributs de chasse[92].
- Jacob Jordaens (1593-1678), peintre et graveur flamand : La Tentation de Madeleine[93].
- Alexander Keirincx (1600-1652) : Le Repos des nymphes[94].
- Jan Baptist Lambrechts (1680-1732), peintre flamand principalement connu pour ses scènes de genre de buveurs, de cuisiniers, de domestiques, de vendeurs de légumes et de paysans dansants : Scène dans un cabaret[95].
- Michiel Jansz. van Mierevelt (1567-1641) peintre du siècle d'or hollandais, il acquit grand succès dans le genre des portraits environ 500 œuvres lui sont attribuées : Portrait d'homme ; Portrait de femme.

- École des Flandres
- Nicasius Bernaerts, 
Gibier de plumes sur un rebord de pierre.
- Nicasius Bernaerts, 
Bataille de chiens et de chats.
- Jan Brueghel l'Ancien, 
Paysage avec personnages.
- Frans Francken II, 
Les 7 œuvres de Miséricorde.
- Cornelis Norbertus Gysbrechts, 
Nature morte, trompe-l'œil.
- Jacob Jordaens, 
La Tentation de Madeleine.
- Philipp Ferdinand de Hamilton, 
Attributs de chasse.
- Jan Baptist Lambrechts, 
Scène dans un cabaret.
- Alexander Keirincx, 
Le Repos des nymphes.
- Michiel Jansz. van Mierevelt, 
Portrait d'homme.
- Michiel Jansz. van Mierevelt, 
Portrait de femme.

##### École espagnole
- Juan de Arellano (1614-1676), peintre de l'époque baroque, élève de Juan de Solis, spécialisé dans la peinture de fleurs : Corbeille de fleurs[96].
- José de Ribera (1591-1652), peintre et graveur espagnol de l'époque baroque. Il est l'un des représentants du ténébrisme et de l'école napolitaine : Les Larmes de saint Pierre.
- Josep Maria Sert (1874-1945), peintre et photographe espagnol : Tobie et l'Ange.

- École espagnole
- Juan de Arellano,
 Corbeille de fleurs.
- José de Ribera,
 Les Larmes de saint Pierre.
- José Maria Sert,
 Tobie et l'Ange.

##### École anglaise
- Henry Nelson O'Neil (1817-1880) : Le Printemps, deux toiles.

#### Sculpture
- Hubert Lavigne (1818-1882), sculpteur, « Petit faune » (1866). Don de l'État.
- Antoine Bourdelle (1861-1929), sculpteur, élève d'Alexandre Falguière : Achille Laugé, 1884, buste en plâtre.
- Alexandre Falguière (1831-1900), sculpteur et peintre français, élevé d'Albert-Ernest Carrier-Belleuse et de François Jouffroy : Jacques Gamelin, buste en bronze.
- Ayram (actif au XIXe siècle) : Fabre d'Eglantine, deuxième moitié du XIXe siècle, buste en plâtre.
- Denys Puech (1854-1942), sculpteur français élève de François Jouffroy puis d'Alexandre Falguière et d'Henri Chapu : Buste d'Eugène Poubelle, 1897, marbre de Carrare.
- Henry Maurette (1834-1898) : Buste de Casimir Courtejaire, 1897, marbre de Carrare.
- Yvonne Gisclard-Cau (1902-1990) : Torse de femme, 1946.
- Paul Manaut (1882-1959) : Jeune maternité, 1946.

- Sculptures de l'école française du XIXe siècle
- Hubert Lavigne « Petit faune » (1866). Exposé en bas de la rampe de l'escalier d'honneur de l'ancienne mairie.
- Alexandre Falguière, Jacques Gamelin.
- Ayram, Fabre d'Eglantine.
- Denys Puech, Buste d'Eugène Poubelle (1897).
- Henry Maurette, Buste de Casimir Courtejaire (1897).
- Antoine Bourdelle, Buste d'Achille Laugé (1884).

#### Archéologie
- Dauphin en grès de Pezens provenant de l'ancienne fontaine monumentale construite en 1676 sur la place Carnot à Carcassonne[97].
- Emblème de la ville basse de Carcassonne à l'effigie de l'agneau pascal en pierre calcaire du XIVe siècle[98].

- Dauphin en grès (XVIIe siècle).
- Emblème de la ville basse de Carcassonne (XIVe siècle).

#### Arts décoratifs
Le musée présente une collection d'objets comprenant des pendules à musique et surtout un ensemble de faïences de Moustiers, de Marseille et de Delft.

##### Orfèvrerie
Deux vitrines présentent une collection de pièces d'orfèvreries civiles du XVIIIe siècle, principalement locale (Toulouse, Limoux, Carcassonne…), dont certaines sont estampillées des maîtres-orfèvres :  Louis Ier Samson (1692-1752), Jean-Louis Duran (1715-1785), Etienne Siffren-Marrel (XVIIIe siècle), Philippe Aribaud (1736-1788), François Raffin (1746-1798), Claire Bertrand (seconde moitié du XVIIIe siècle) ou Jean-Pierre Aribaud I (1719-1761) et II (1758-1820).

#### Fonds du Premier Empire
Le musée possède un fonds napoléonien légué en partie par la famille du baron Guillaume Peyrusse, trésorier de l'Empereur et par son frère André, secrétaire du général Kléber. Découverte dans ses réserves en 2011, il présente la longue-vue, dont se servit Napoléon Ier sur le brick l'Inconstant pendant son retour de l'Île d'Elbe pour s'assurer de la marche d'une partie de sa flottille dans la nuit du 28 février au 1er mars 1815, avant les Cent-Jours,,,. Il expose également le poignard de Souleyman el-Halaby avec lequel le général Kléber fut assassiné en Égypte en 1800,.
- La longue-vue utilisée par Napoléon Ier en 1815 lors de son retour de l'île d'Elbe.
- Portrait du baron Guillaume Peyrusse signé Edouard-Joseph Corbet (1772-1825), visible au Musée des beaux-arts.
- Le poignard utilisé pour l'assasinat du général Jean-Baptiste Kléber.

## Expositions temporaires

### Le Petit Salon
Espace particulier intimiste, installé au cœur du musée pour explorer les œuvres issus des collections, et d'ailleurs, autour d'un artiste, accompagné d'une publication.
- Du 25 novembre au 25 mars 2023: « Hercule combattant l'hydre de Lerne » de Théodore Caruelle d'Aligny;
- Du 14 septembre au 3 janvier 2022: Jean de La Fontaine;
- Du 19 mai au 22 août 2021: Jacques Gamelin.

## Conservateurs
- Jacques-François Gamelin (1774-1871), conservateur de 1836 à 1862.
- Jean Jalabert (1815-1900), conservateur de 1862 à 1888.
- Émile Roumens (1825-1901), conservateur de 1894 à 1901.
- René Nelli (1906-1982), conservateur de 1947 à 1964.
- René Descadeillas (1909-1986), conservateur de 1964 à 1980.
- Camille Viguier, conservateur de 1980 à 1987.
- Jean-François Mozziconacci, conservateur de 1987 à 1992.
- Marie-Noëlle Maynard, conservateur en chef de 1992 à 2017[120].
- Emilie Frafil, assistante de conservation par intérim de 2017 à 2018.
- Nadége Favergeon, attachée de conservation de 2018 à 2019[121].
- Émilie Frafil, attachée de conservation, depuis le 1er août 2019.

#### Sociétés savantes
- Bulletins de la Société et de l'Académie des arts et des sciences de Carcassonne, de la Société d'études scientifiques de l'Aude